# L'isola e le rose
L'isola e le rose è un romanzo scritto da Walter Veltroni e pubblicato da Rizzoli nel 2012. Il libro narra l'avventura di quattro ragazzi riminesi amici per la pelle a cui balenò in testa l'idea di costruire un isolotto oltre il limite delle acque territoriali di allora (6 miglia) allo scopo di creare un comunità di artisti dediti alla pace, pittura, poesia e musica. Il libro prende ispirazione dalla vera storia relativa alla Repubblica esperantista denominata Isola delle Rose, ideata da Giorgio Rosa.

## Trama
Siamo alla vigilia del 1968 e nulla sembrava impossibile ai loro occhi. L'isola della bellezza (che in seguito si chiamerà isola delle Rose prendendo spunto dal poeta James Oppenheim con la sua opera il pane e le rose) venne finanziata dal papà di uno dei ragazzi. Il progetto consisteva neIl'impiantare 9 piloni d'acciao del diametro di 630 mm ad una profondità di 13,40 metri che dovevano sorreggere una costruzione di due piani di forma quadrata di 20 m per lato. I lavori iniziarono il primo aprile del 1968 con la costruzione delle strutture e successivamente il 19 aprile per mezzo di una sonda di perforazione si individuò una vena d'acqua dolce del fiume Marecchia ad un profondità di 260 metri. Quindi si realizzarono i locali e già il 16 maggio dello stesso anno avvenne l'inaugurazione con la partecipazione dell'attrice Marilù Tolo.
Fu un successo: centinaia di turisti partivano da Rimini con imbarcazioni per salire sulla struttura e vedere gli spettacoli teatrali e musicali che ogni sera si organizzavano al tramonto! E la notte il fitoplancton illuminava quasi a giorno l'acqua: uno spettacolo meraviglioso. I ragazzi vollero fare un ulteriore passo: visto che l'isola era situata in acque internazionali all'unanimità decisero di fondare uno stato sovrano governato da leggi giuste. Si dotarono di una costituzione e scelsero come lingua ufficiale, l'esperanto in quanto idioma universale che unisce gli esseri universali e consente a tutti di capirsi e di dialogare.
Tutto andava a gonfie vele per i ragazzi: il bar era sempre pieno di visitatori e si incominciò a vendere francobolli con l'effige della bandiera (tre rose rosse..). Iniziarono anche le trasmissioni radiofoniche che anticiparono le radio libere sviluppatesi in seguito che parlavano di tutto quello che la stampa di allora nascondeva, senza pregiudizi e naturalmente buona musica che la RAI non trasmetteva....ma tutto precipitò la mattina del 16 agosto. Alla società responsabile della struttura venne notificata l'intimazione a sospendere tutte le attività in corso e a demolire la stessa entro 30 giorni pena l'accollamento delle spese di demolizioni con le conseguenze civili e penali. L'isola non era stata vista di buon occhio dallo Stato Italiano e per non avere precedenti si evitò di lottizzare abusivamente il mare con strutture off shore per molteplici scopi. I ragazzi non si persero d'animo e impugnarono l'ingiunzione di demolizione al Consiglio di Stato.
A metà settembre l'organo giurisdizionale rigettò la richiesta di sospensiva dell'atto ingiuntivo in quanto: 1- la costruzione era in contrasto con i principi della Convenzione di Ginevra; 2- le iniziative che hanno riguardato la ricerca di acqua dolce e la sua utilizzazione sono da considerarsi illegittime in quanto è riconosciuto allo Stato il diritto esclusivo di esplorazione e sfruttamento della piattaforma continentale e delle sue risorse naturali; 3- la costruzione è in contrasto con i poteri di sfruttamento che lo Stato riconosce all'ENI; 4- la piattaforma è installata nella cosiddetta "Zona contigua", ovvero il tratto di mare adiacente alle acque territoriali e su di esso lo Stato Italiano esercita la propria potestà al fine di prevenire le violazioni delle leggi e regolamenti riguardanti norme doganali, fiscali, sanitari e di immigrazione. Era la fine del loro utopico progetto durato solamente il tempo di un'estate. Il 4 ottobre 1968 i militari della Marina Militare sequestrarono la piattaforma e la fecero esplodere con tritolo e plastico.
Così termina il romanzo L'isola e le rose che aderisce poco alla realtà della vera storia relativa alla costruzione della piattaforma al largo di Rimini.

## La vera storia della Repubblica

L'Isola a costruzione ultimata.

L'idea venne all'Ing. Giorgio Rosa di realizzare una struttura metallica a circa 11,5 km dalla costa ossia oltre il limite delle acque territoriali italiane che era di 6 miglia (11,11 km) fino al 1974, e successivamente portato a 12 miglia (22,22 km). Essa venne inaugurata il 20 agosto del 1967 da Giorgio Rosa e venne realizzata con le stesse modalità descritte nel racconto. I lavori iniziarono nel 1957 e per problemi tecnici ed economici ci vollero ben 10 anni per completare l'opera. Attraverso una perforazione venne trovata realmente una falda d'acqua che permetteva l'approvvigionamento di acqua potabile. L'idea del progettista era quella di realizzare un porto franco, fuori dalle acque territoriali italiane, con annesse attività commerciali (bar, ristorante) e vendita di benzina senza accise. Così cominciarono a giungere turisti: in un sol giorno arrivarono trenta barche tanto che per ragioni di sicurezza non tutti i visitatori riuscirono a raggiungere l'isola.
Visto l'imprevisto successo Rosa decise di autoproclamare la piattaforma marina con il nome di Isola delle Rose in onore al suo cognome. Realizzò anche un ufficio postale per la vendita di francobolli e monete del nuovo stato; la valuta sarebbe stata il Mill, corrispondente alla lira italiana. Il 1º maggio 1968 si svolse la riunione per costituire il primo governo del nuovo libero stato e furono suddivise cariche e assegnati ruoli: chi si doveva occupare del turismo, chi degli aspetti di diritto internazionale per il riconoscimento dell'extraterritorialità dell'isola, chi della gestione dei servizi postali e radiotelevisivi. Il 24 giugno 1968 si tenne una conferenza stampa sull'isola, cui parteciparono giornalisti e fotografi. In realtà fino a tale data Rosa rispetto al racconto di Walter Veltroni non riuscì ad inaugurare né il bar né tantomeno la radio libera anche se nelle sue intenzioni.
Dopo la conferenza stampa comunque si creò un forte allarmismo presso l'opinione pubblica circa l'idea di un'isola sorta al di fuori del controllo delle autorità italiane. Infatti il giorno successivo il governo italiano rispose rapidamente e con decisione facendo circondare la piattaforma con un pattugliamento di motovedette della Guardia di Finanza e della Capitaneria di Porto e ne prese possesso, senza alcun atto di violenza. Iniziarono i ricorsi, finché il Consiglio di Stato, mesi dopo, rigettò la richiesta di restituzione della proprietà con la contemporanea intimazione di provvedere alla demolizione della struttura a carico degli ideatori in quanto opera abusiva, senza autorizzazione alcuna. La struttura, venne minata in data 11 febbraio 1969 dai sommozzatori della Marina Militare ma resistette all'esplosivo. Rispetto al romanzo invece l'intera struttura si inabissò in fondo al mare per colpa di una mareggiata il 26 febbraio 1969. Così terminò realmente la vicenda della Repubblica Esperantista dell'Isola delle Rose che non fu mai riconosciuta da alcuno stato del mondo nel suo breve periodo di vita.

## Il ritrovamento del relitto

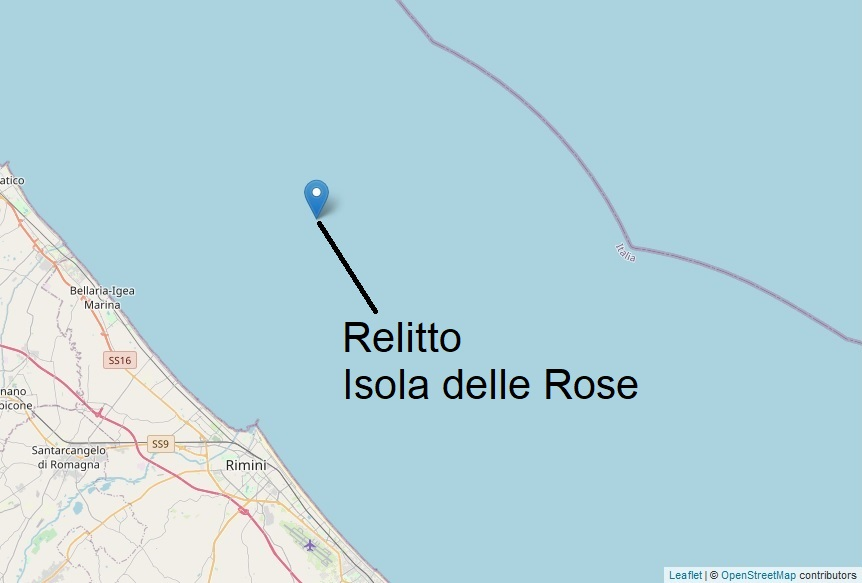
Posizione geografica del relitto dell'Isola delle Rose

Nel luglio 2009 sono stati ritrovati sul fondale marino al largo di Rimini alcuni resti della struttura metallica e dei muri.
Infatti il ritrovamento del relitto è raccontato nel libro ed è possibile visualizzarlo sulle mappe di OpenStreetMap individuando con esattezza le coordinate geografiche della posizione del relitto in fondo al mare Adriatico.